# Karabin Mauser-Vergueiro
Karabin Mauser-Vergueiro (m/1904) – portugalski karabin powtarzalny zaprojektowany przez José Alberta Vergueira, produkowany przez niemieckie zakłady Deutsche Waffen und Munitionsfabriken (DWM). Podstawowy karabin armii portugalskiej w latach 1904–1939, zastąpiony przez karabinki Kar98k.
Projekt bazował w głównej mierze na karabinie Mauser Gew98; zmianie uległa jednak konstrukcja zamka, która wzorowana była na rozwiązaniach stosowanych w karabinach: Gew88 oraz Mannlicher-Schönauer. Zasilany był amunicją 6,5 × 58 mm zaprojektowaną specjalnie dla tego karabinu.

## Historia
W 1904 roku Mauser-Vergueiro został przyjęty na wyposażenie armii portugalskiej jako m/1904, gdzie zastąpił używany dotychczas karabin Kropatschek M1886. Produkowany był w dwóch wersjach:
- Espingarda 6,5 mm m/1904 – długi karabin piechoty
- Carabina 6,5 mm m/1904 – karabinek

Armia portugalska otrzymała 100 000 szt. nowych karabinów. Oprócz tego, z pozostałych części, wyprodukowano jeszcze ok. 5000 szt. zasilanych nabojem 7 × 57 mm Mauser przeznaczonych na eksport, dla brazylijskiej Policji Federalnej (karabiny te trafiły do Rio de Janeiro i São Paulo). W 1915 roku 25 000 szt. sprzedano do Związku Południowej Afryki, gdzie uzupełniły niewystarczające ilości karabinów Lee-Enfield.
W 1939 roku armia portugalska przyjęła na wyposażenie niemieckie karabinki Kar98k (pod oznaczeniem m/937), zasilane nabojem 7,92 × 57 mm Mauser (który został nowym standardowym nabojem karabinowym). W związku z tym wiele z karabinów Mauser-Vergueiro przekonwertowano do zasilania nową amunicją. Egzemplarze zmodernizowane nosiły nazwę Espingarda 8 mm m/1904-39 i możne je łatwo rozpoznać po wybitych oznaczeniach w postaci dwóch „X” zasłaniających oryginalną sygnaturę „6,5”. Modyfikacje dokonywane były w prywatnych warsztatach rusznikarskich.
Karabiny Mauser-Vergueiro zostały wykorzystane w czasie I wojny światowej przez portugalskich i południowoafrykańskich żołnierzy, walczących po stronie Ententy z niemieckimi oddziałami kolonialnymi w Niemieckiej Afryce Wschodniej (egzemplarze zdobyczne używane były również przez wojska niemieckie). Mimo to, ze względów logistycznych Portugalski Korpus Ekspedycyjny, walczący na froncie zachodnim, wyposażony został w broń brytyjską.
Chociaż Portugalia pozostawała neutralna podczas II wojny światowej, w 1942 roku karabiny Mauser-Vergueiro zostały jeszcze użyte podczas bitwy o Timor przeciwko wojskom japońskim, próbującym okupować Timor Portugalski.

## Galeria

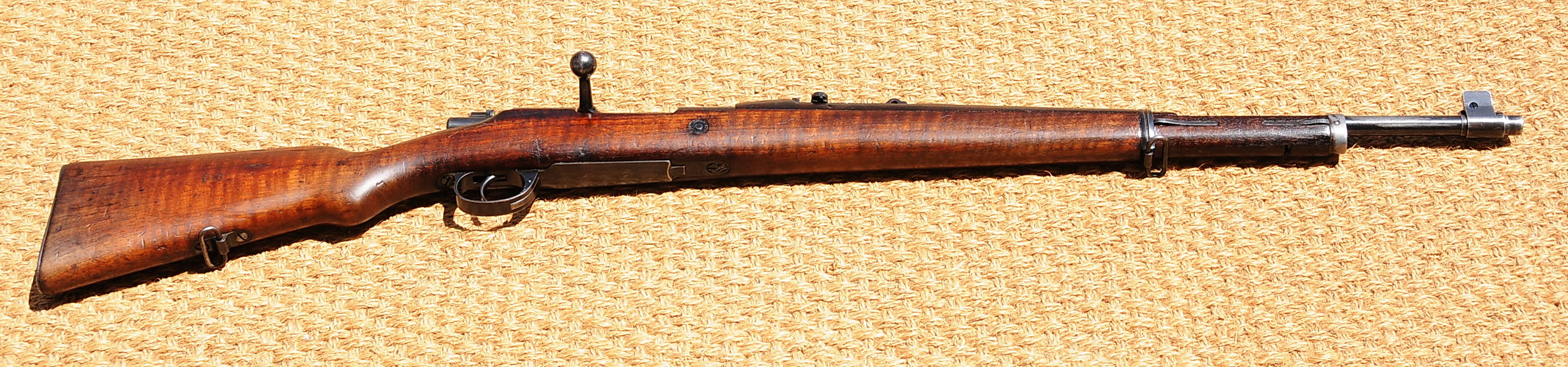
Strona prawa
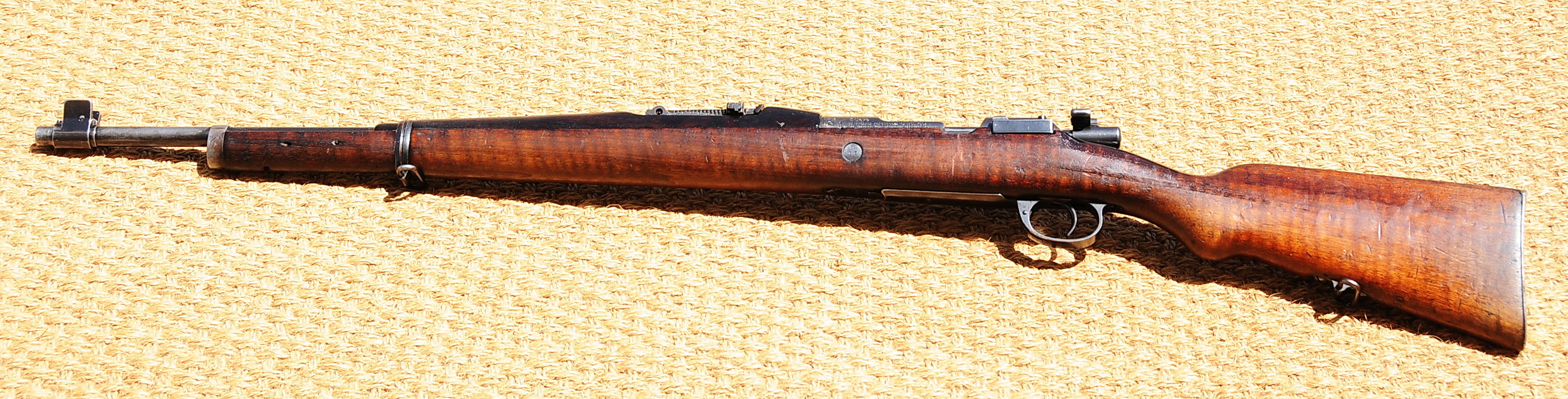
Strona lewa
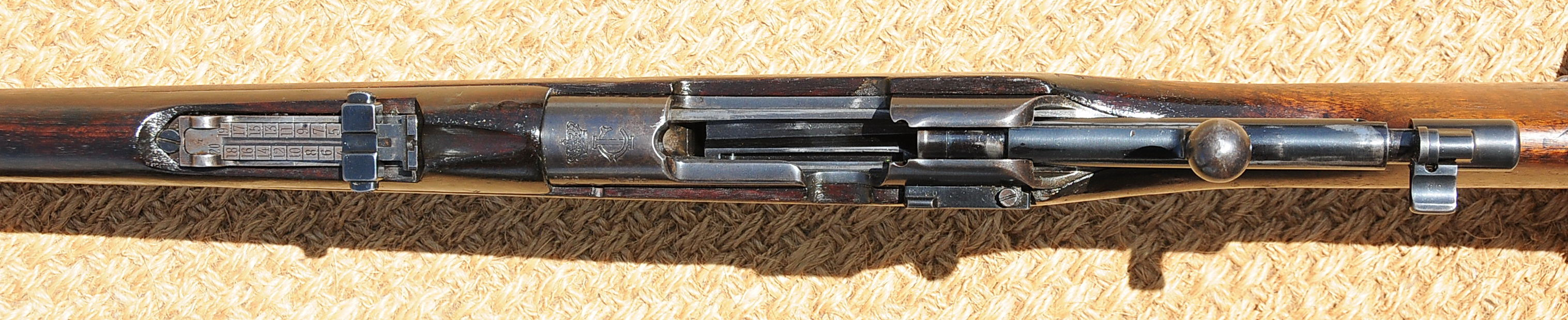
Widok z góry
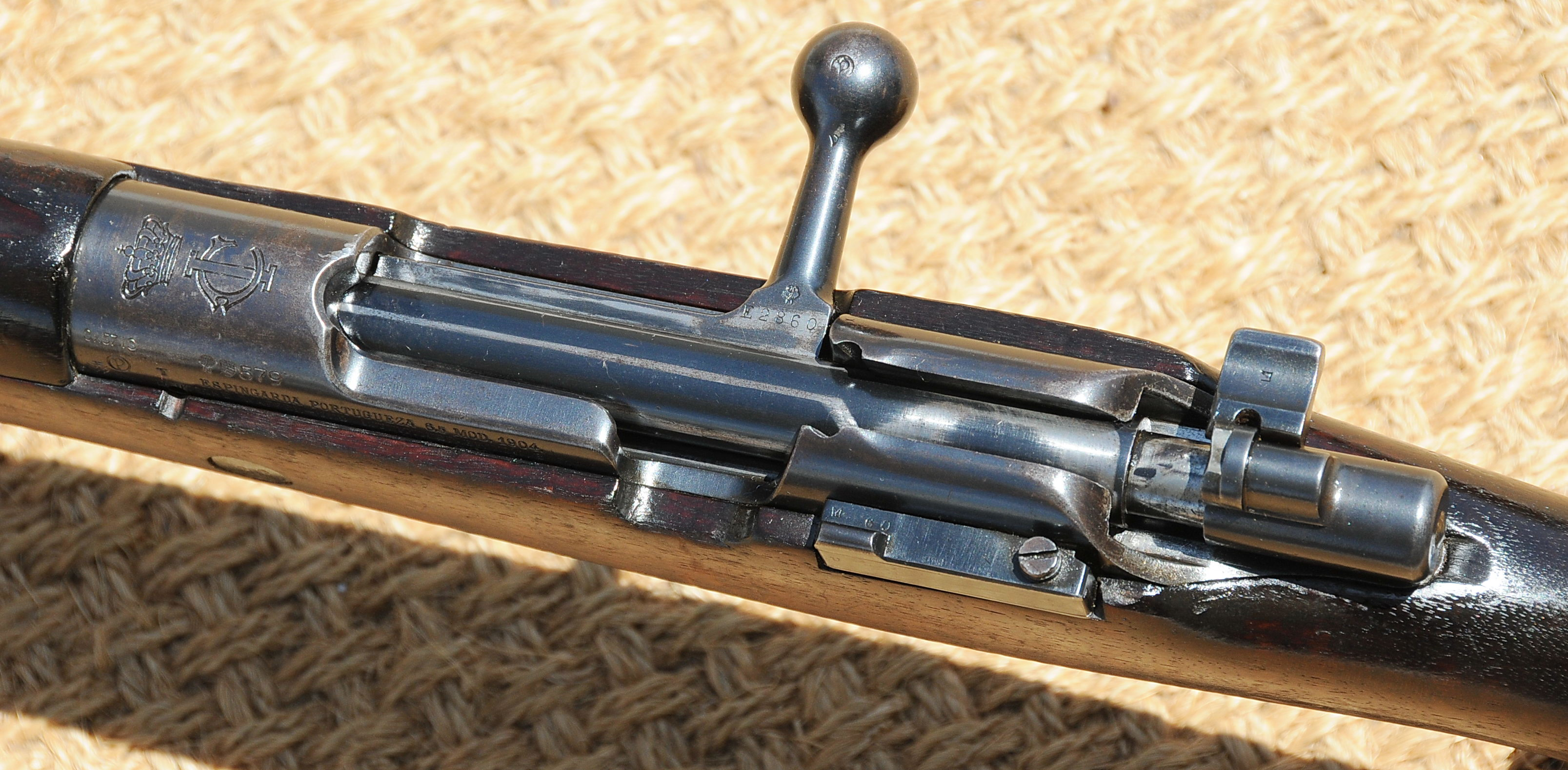
Zamek
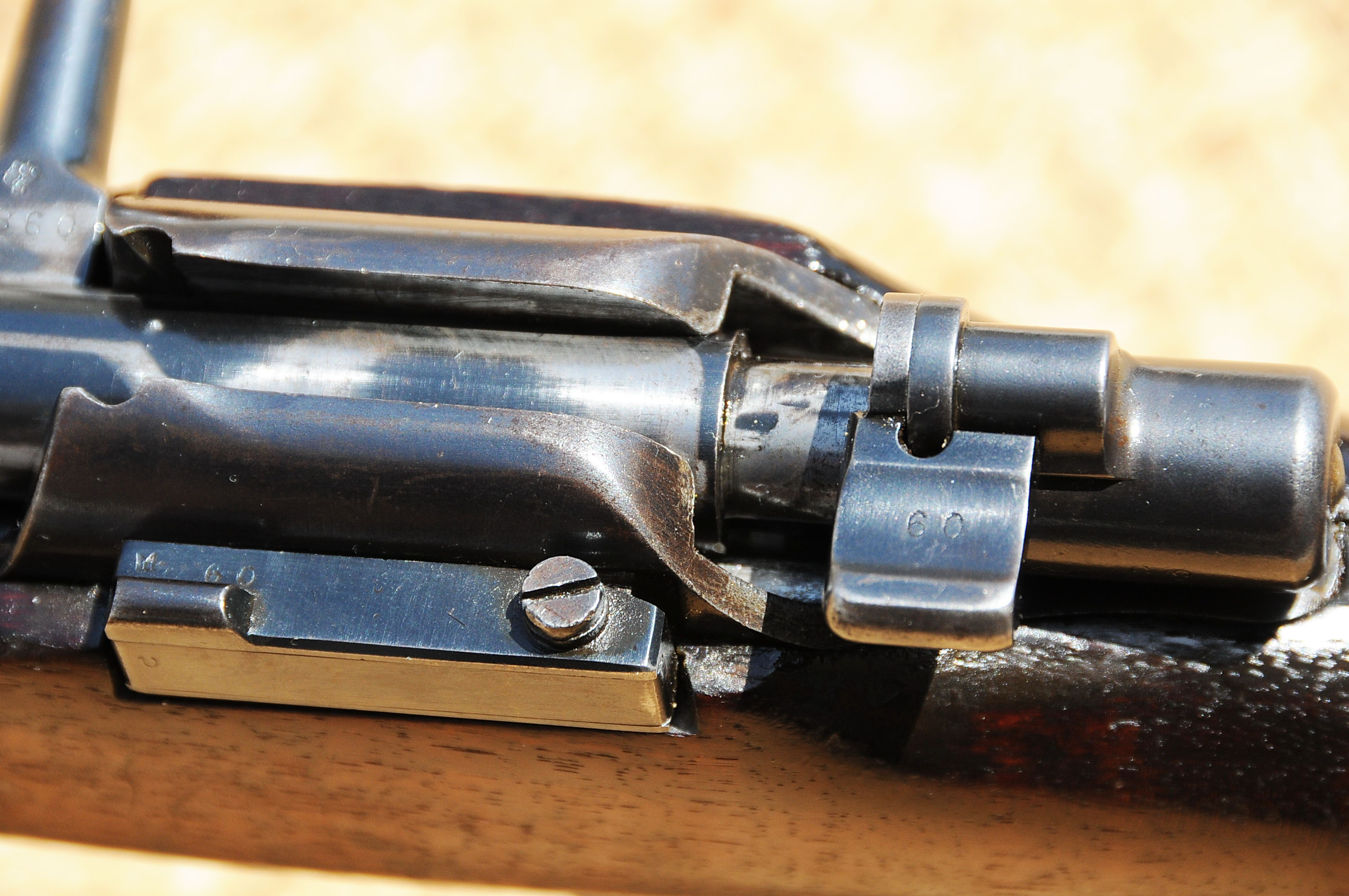
Zamek
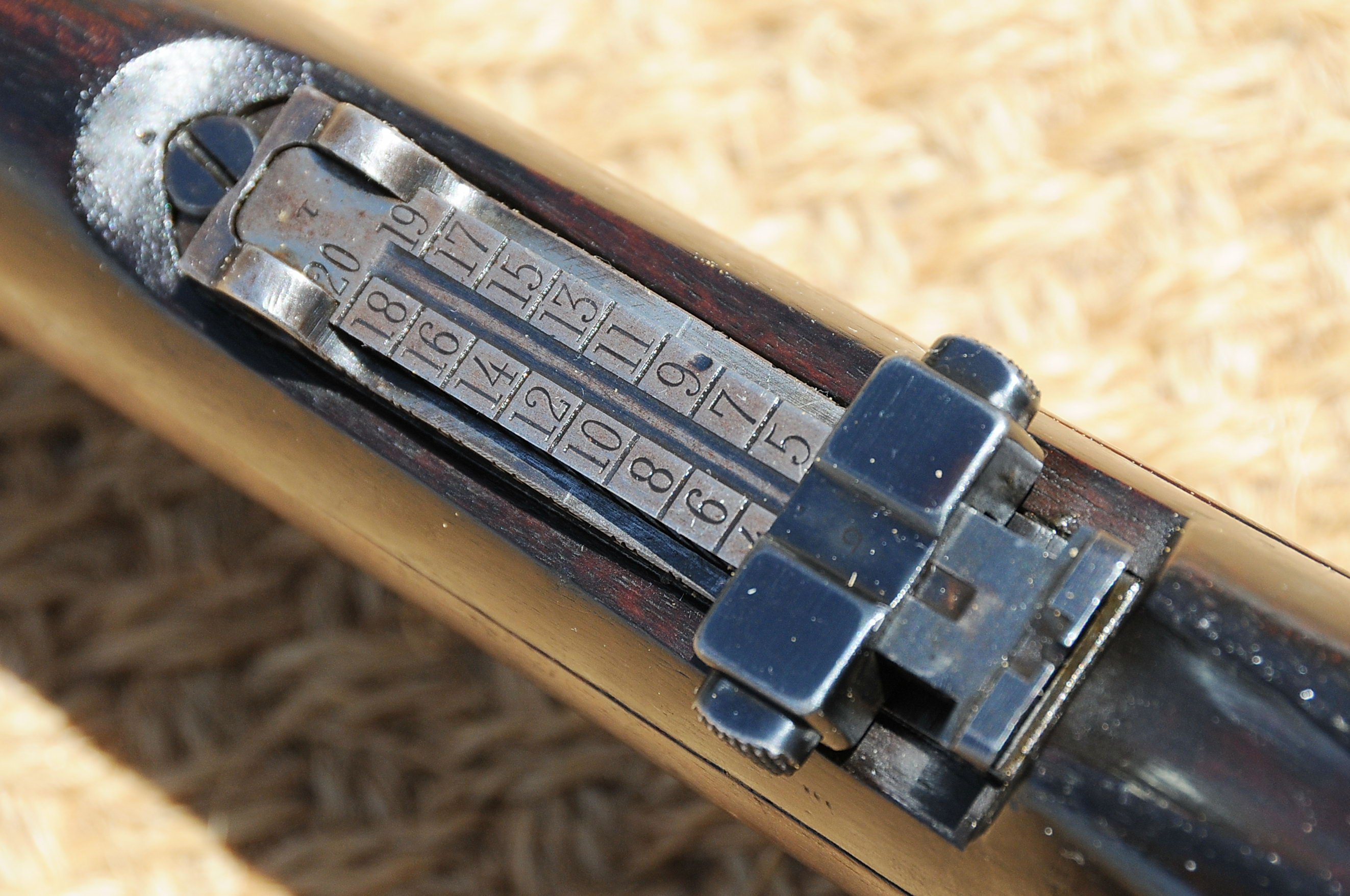
Szczerbinka
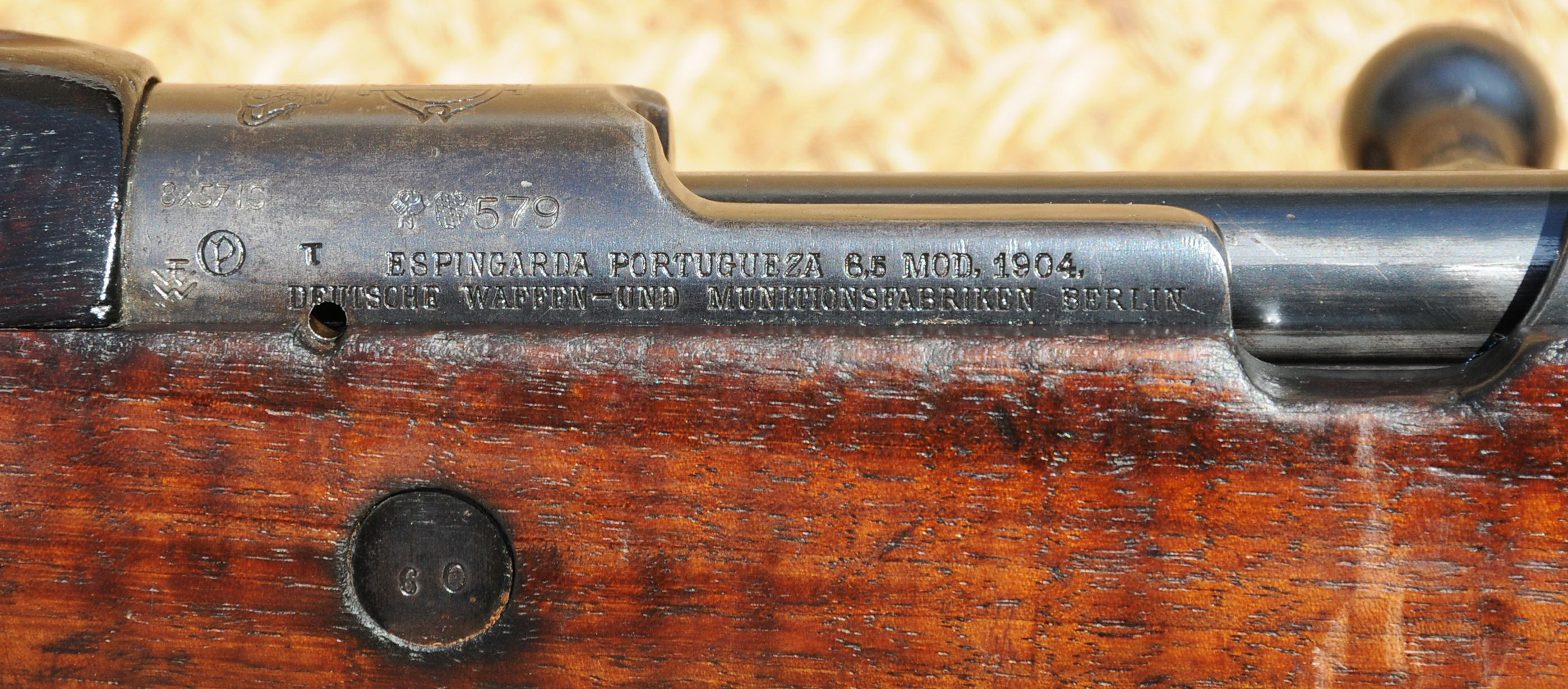
Boczne oznaczenie: „Espingarda Portugueza 6,5 mod. 1904”. „Deutsche Waffen - und Munitionsfabriken. BERLIN”.
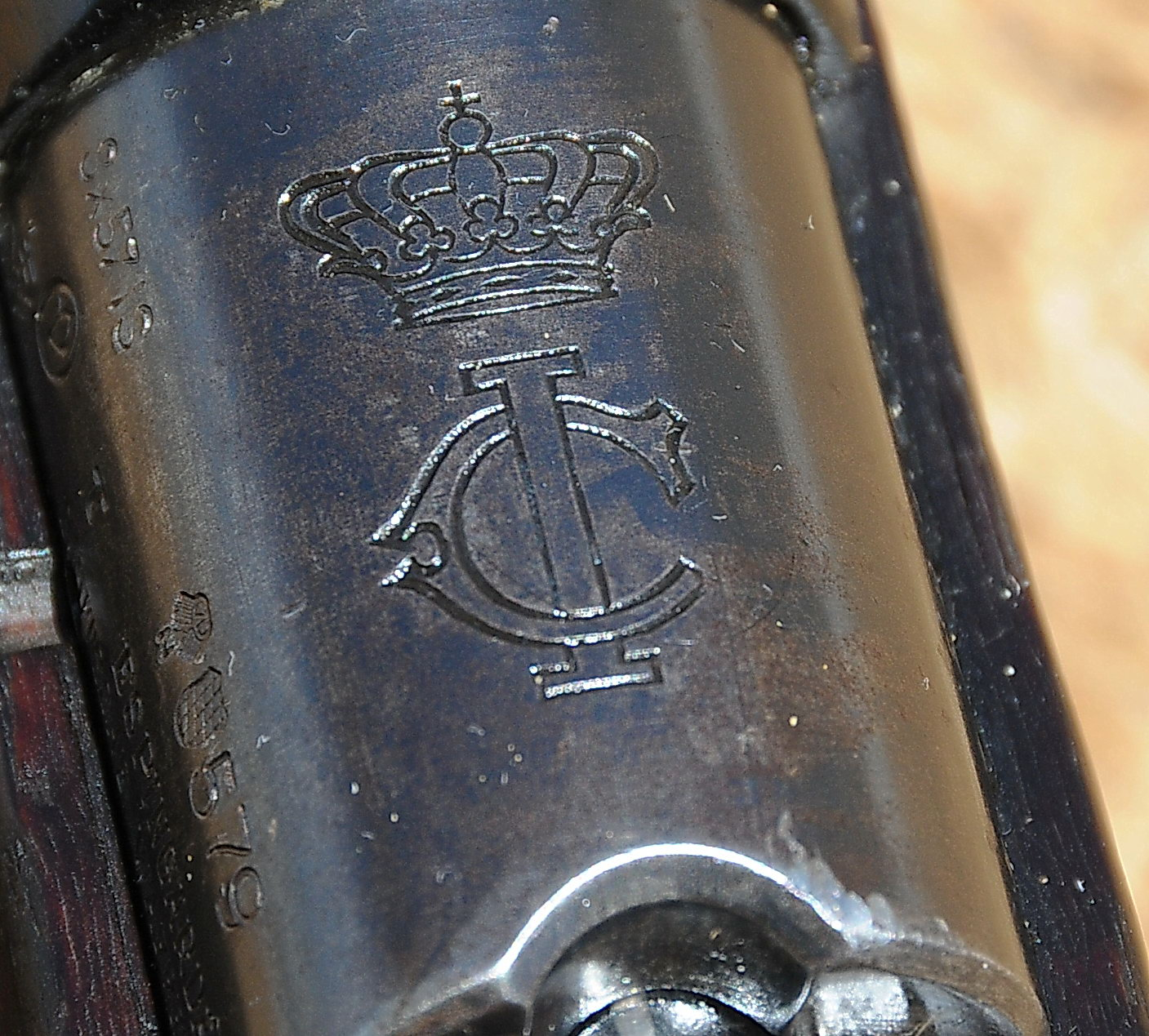
Oznaczenie szczytowe D. Carlos I
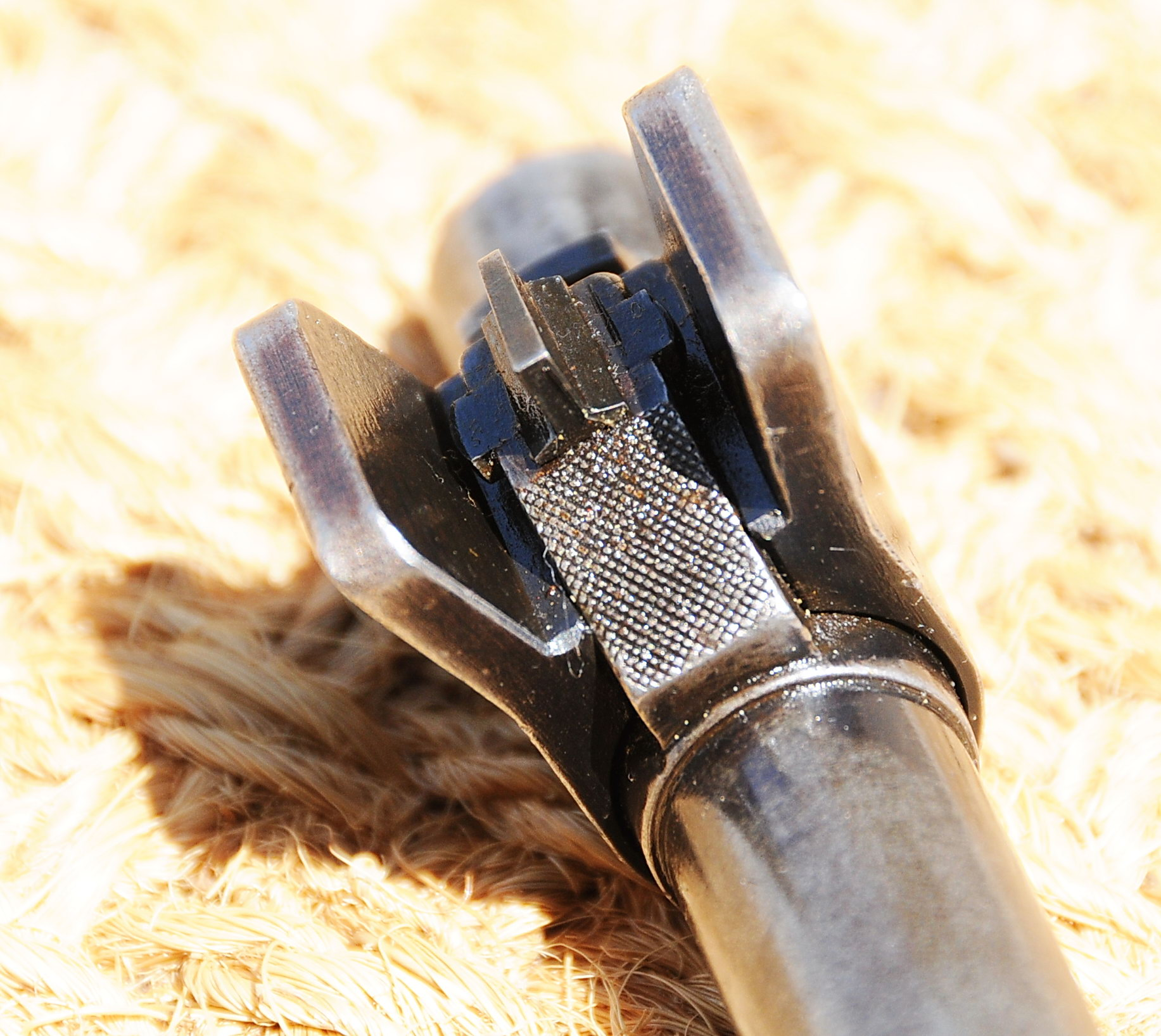
Muszka
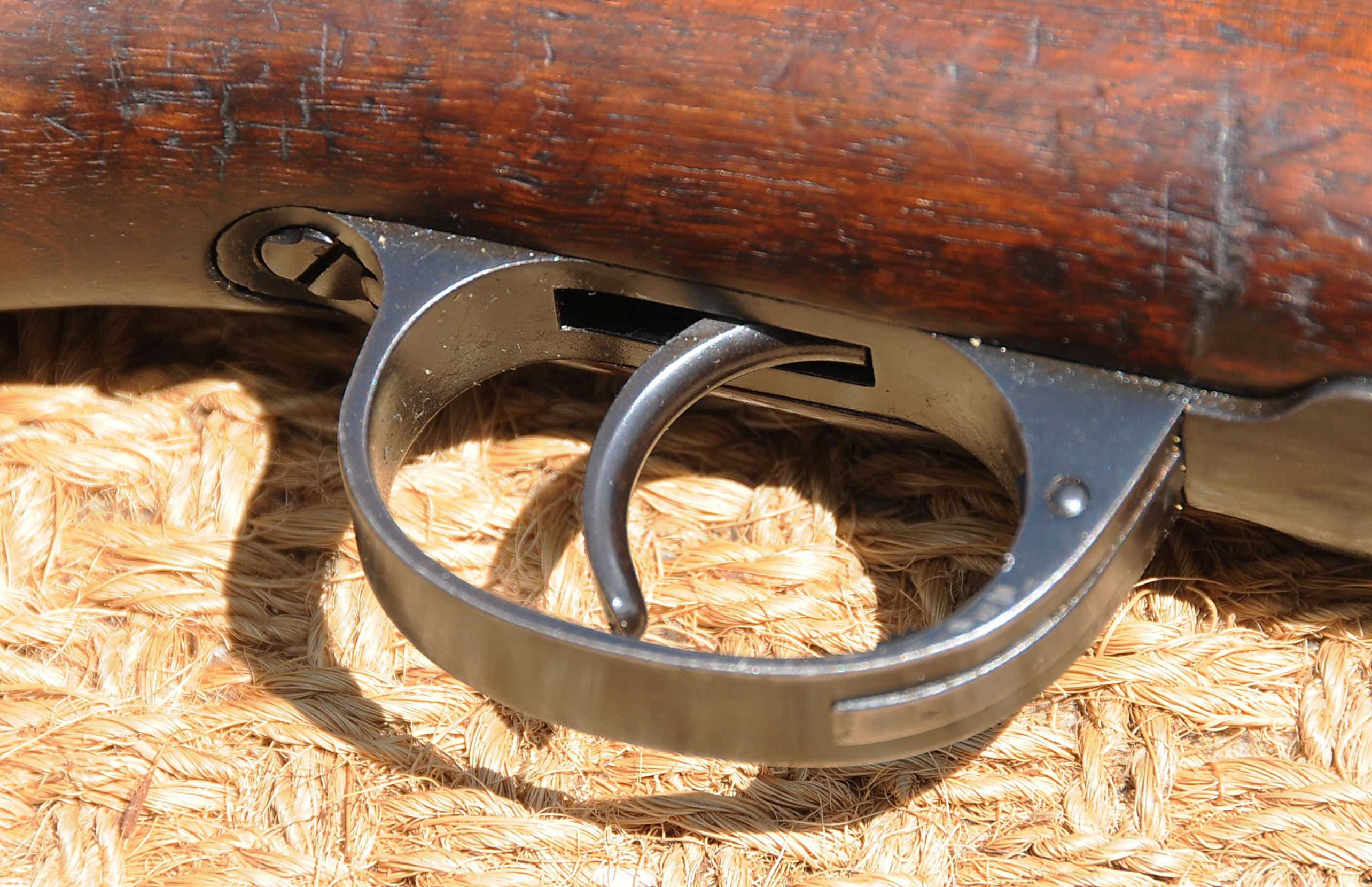
Spust

## Użytkownicy
- Portugalia
- Brazylia
- Południowa Afryka
- Afryka Wschodnia
- Brygady Międzynarodowe